# Jim Gibbons
James Arthur "Jim" Gibbons (født 16. december 1944) er en amerikansk politiker for det republikanske parti. Han var den 28. guvernør i delstaten Nevada i perioden fra 2007 til 3. januar 2011, hvor han blev afløst af partifællen Brian Sandoval. Gibbons var tidligere kongresrepræsentant fra Nevadas 2. distrikt.